# Fatih Doğan
Fatih Doğan (* 23. Mai 1990 in Rheinsfelden) ist ein schweizerisch-türkischer Fussballspieler. Er wird von einigen Fussballdatenbanken mit seinem 1983 geborenen Namensvetter verwechselt.

## Karriere

### Vereine
Doğan wurde als Sohn von türkischen Einwanderern im schweizerischen Rheinsfelden geboren und erlernte hier das Fussballspielen in den Jugendabteilungen diverser Amateurvereine. Zur Saison 2006/07 wurde der beim damaligen Viertligisten FC Brugg tätige Mittelfeldspieler in das Profikader promoviert und absolvierte bis zum Saisonende vier Ligaspiele. Für die nächste Saison wechselte er innerhalb der Liga zum FC Laufen. Bei seinem neuen Verein eroberte er sich schnell einen Stammplatz und absolvierte bis zum Saisonende 23 Spiele, in denen er drei Mal traf. Zum Saisonende misslang dem Verein der Klassenerhalt. Doğan blieb dem Verein treu und spielte eine Spielzeit in der nächstniedrigeren Liga. Hier erreichte er mit seinem Team den direkten Wiederaufstieg.
In die Saison 2009/10 startete er bei der Reservemannschaft des Traditionsvereins FC Basel, bei FC Basel II. Für diese Mannschaft spielte er nur die Hinrunde der Spielzeit und kehrte zur Rückrunde wieder zum FC Laufen zurück. Dieser stieg zum Saisonende 2010/11 erneut ab. Doğan blieb dem Club auch diesmal treu und war hier bis zum Sommer 2012 aktiv.
Im Sommer 2012 wechselte er in die türkische TFF 1. Lig zum westtürkischen Vertreter Göztepe Izmir. Hier spielte er lediglich die Hinrunde und wechselte anschliessend innerhalb der Liga zu Gaziantep Büyükşehir Belediyespor. Zum Saisonende verliess er diesen Klub wieder.

### Nationalmannschaften
Doğan spielte mehrere Male für die Schweizer U-16- und U-17-Nationalmannschaften.